# Vector Arena
Die Vector Arena ist eine Arena in Auckland, Neuseeland. Die Nutzung der Arena ist für Sport- und Musikveranstaltungen gedacht. Der Bau der Vector Arena begann im Jahr 2006 und endete 2007, der Bau kostete insgesamt 80 Millionen Neuseeland-Dollar (NS$). Die Arena wird von dem Basketballteam New Zealand Breakers (NBL) genutzt. Die Rockband Rock Star Supernova gab am 24. März 2007 das erste Konzert in der Arena.